# 戴倫·簡頓
戴倫·愛德華·簡頓（英語：Darren Edward Kenton，1978年9月13日—）是一名英格蘭前足球員，曾效力諾域治、修咸頓、李斯特城和列斯聯等球會，現時擔任私人健身教練。

## 球員生涯
戴倫·簡頓的球員生涯在諾域治開始。2003年，戴倫·簡頓轉投修咸頓，在2006年1月7日，對米爾頓凱恩斯的足總杯賽事中攻入其效力的第一球。2006年5月，戴倫·簡頓遭修咸頓解雇，其後在同年的6月27日加盟李斯特城。
雖然戴倫·簡頓在對西布朗的賽事中，攻入加盟以來的首球，其後卻受傷缺陣多個月。但戴倫·簡頓在傷癒後很快便重返一隊，不久，在對史篤城的賽事中，攻入效力李斯特城的最後一球。
2007年6月19日，戴倫·簡頓被當時李斯特城的領隊馬田·艾倫掛牌求售，2008年1月10日，戴倫簡頓被外借至列斯聯。，不久後，在同年1月31日轉投列斯聯。2008年5月28日，戴倫簡頓被列斯聯放棄。10月3日以自由身加盟車頓咸，簽署3個月短期合約。

## 外部連結
- 足球数据库：戴倫·簡頓的球员统计数据
- Career information at ex-canaries.co.uk （页面存档备份，存于）